# 2025年パンコンチネンタルカーリング選手権
2025年パンコンチネンタルカーリング選手権（英: Pan Continental Curling Championships 2025、略語: PCCC2025）は、2025年10月19日から26日までアメリカ合衆国ミネソタ州セントルイス郡で開催予定の4回目のパンコンチネンタルカーリング選手権大会である。

## 概要
今大会のタイトルスポンサーは日本製鉄グループのUSスチール。この大会において男子はディビジョンAのアメリカ合衆国、女子はディビジョンAのカナダを除く（何れも自国開催で既に出場権があるため）上位4つの国・地域が2026年世界男子カーリング選手権・2026年世界女子カーリング選手権に出場する権利を得る。